# Липовый лифт
Липовый лифт (англ. The Ersatz Elevator) — новелла Дэниела Хэндлера, шестая из тринадцати книг серии «33 несчастья».

## Сюжет
Бодлеры оказываются в их новом доме по адресу Мрачный проспект 667. Здесь очень темно, так как ветки гигантских деревьев не дают солнцу освещать дом. Когда дети оказываются в доме, выясняется, что лифт не работает, поэтому им приходится идти пешком до самого пентхауса. Добравшись до верха, они встречают своего нового опекуна добродушного Джерома Скволара. Он предлагает им оливы и знакомит со своей женой Эсме Скволар, шестого по значимости финансового советника в городе, которая очень интересуется всем, что модно. Джером не любит спорить с Эсме и выполняет все её указания. Она отправляет детей и Джерома ужинать в Кафе Сальмонелла, так как сама будет занята обсуждением приближающегося аукциона с покупателем по имени Гюнтер.
Дети немедленно узнают в Гюнтере Графа Олафа - он носит монокль и высокие ботинки, скрывающие сросшуюся бровь и татуировку в виде глаза. Несмотря на все протесты, Джером отводит детей на ужин, подозревая, что они - ксенофобы, поэтому им не нравится Гюнтер.
Клаус замечает, что на каждом этаже по одному люку, ведущему в шахту лифта, в то время как на последнем этаже их два. Дети решают разобраться в этом и узнают, что второй люк - ненастоящий, шахта пуста, а кабинка лифта отсутствует. Они спускаются вниз, и на дне обнаруживают тройняшек Квегмайер, рассказавших, что Граф Олаф привёз их в город, спрятав в одном из лотов аукциона. Бодлеры возвращаются в пентхаус, чтобы найти необходимое, для вызволения тройняшек из шахты. Однако когда они возвращаются в шахту, то никого не обнаруживают там - вероятно, Граф Олаф уже увёз их из дома на Мрачном проспект. Дети возвращаются в квартиру.
Там Клаус обнаруживает в каталоге лот №50 под названием Г.П.В. Эсме делает вид, что поверила в историю Бодлеров, рассказавших о похищении Гюнтером тройняшек, но когда дети показывают её пустую шахту, она сталкивает туда Бодлеров. Не успев добраться до дна, они приземляются на растянутую в шахте сетку.
При помощи своих острых зубов Солнышко забирается наверх и приносит верёвку, помогая брату и сестре спустить вниз - они находят странный туннель, который заканчивается тупиком. Однако исследование потолка помогает обнаружить потайной люк - выбравшись из него, Бодлеры оказываются посреди сожжённых развалин особняка их родителей.
Дети устремляются в Веблен-Хоол, месту проведения торгов и решают поучаствовать в аукционе, где Эсме и Гюнтер продают лот №46. Бодлеры просят Джерома и мистера По приобрести лот №50 - после длительных торгов, ящик с надписью Г.П.В. оказывается в руках у детей, но когда они открывают его, то обнаруживают внутри огромное количество бумажных салфеток для Галантного Престижного Вечера. Поскользнувшись на одной из салфеток, сыпавшихся как фейерверк из остатков деревянной коробки, с Гюнтера падает монокль и его нога обнажается, показывая всем татуировку в виде глаза. Преследуемые толпой покупателей, Граф Олаф и Эсме сбегают, а консьержем в доме Джерома оказывается мужчина с крюками вместо рук, а Квегмайеры спрятаны в статуе в виде рыбы - лоте, который был приобретён им ранее. Джером вынужден отказаться от опекунства над Бодлерами, так он оказался не в силах защитить их от Графа Олафа, и дети вновь оказываются перед неизвестностью.

## Культурные отсылки и литературные аллюзии
• Имя Эсме Джиджи Женевьев Скволор является отсылкой к рассказу Дж. Д.Сэлинджера «Дорогой Эсме — с любовью и всякой мерзостью» («For Esmé — with Love and Squalor»). Мужа Эсме зовут так же, как и Сэлинджера — Джером.
• Книжный магазин «Ахматовой» — отсылка к великой русской поэтессе.
• Из книги мы узнаем, что Солнышко родилась в больнице Пинкус. Иронично то, что Грегори Гудвин Пинкус является изобретателем противозачаточных таблеток.